# 알루무테수어
알루무테수어(영어: Alumu-Tesu)는 나이지리아 중부의 좁은 지역에서 사용되는 언어이다. 언어 인구는 약 7000명이며 "알루무" 방언과 "테수" 방언으로 나뉘기도 한다. 이 두 방언은 조금의 억양 차이로 구분되며 다른 차이는 존재하지 않는다. 언어 위험도는 6a 등급으로 안전한 편에 속한다.